# Userbar
Userbar je majhna, navidezna trirazsežna sličica velikosti 350 krat 19 točk. Uporablja se na raznih spletnih forumih ter spletnih portalih. Uporabniki si ga dajo v podpis s pomočjo BB-kode in tako povedo vsem, kaj podpirajo, s čim se ukvarjajo, kaj jedo, poslušajo, igrajo, ... 
Značilnosti:
- delno vidljiva elipsa čez celoten userbar, ki poskrbi za trirazsežni izgled
- uporablja pisavo Visitor TT2 (BRK) Arhivirano 2004-10-28 na Wayback Machine. v velikosti 10. točk
- poševne črte v ozadju
- črna obroba debeline ene točke
- sličica je lahko animirana ali ne
- za neanimirane sličice se uporablja format PNG, GIF pa za aimirane